# Орбикије
Орбикије (лат. Orbikios, Urbikios) је византијски војни писац и теоретичар из 6. века. О његовом личном животу нема сачуваних података, али се може датирати на основу тога што је његова књига о ратној вештини (грч. Σπιτήδενμα) посвећена цару  Анастазију I (491-518).

## Дело
Постепено пропадање класичне римске војске, чије су чврсте пешадијске формације у борби блиским оружјем могле одолети коњаницима, постало је очигледно после битке код Хадријанопоља (378), где је елитна римска пешадија на челу са царем Валенсом уништена од варварске коњице при нападу на готски утврђени логор. После тога, на бојишту преовладава коњица и бацачко оружје. То се огледа и у византијској војној литератури 6. века, у чијим се делима запажа тешња веза са праксом него у претходном периоду.
У делу о ратној вештини (грч. Σπιτήδενμα), Орбикије је предлагао цару Анастазију I (491-518) да византијска пешадија у борби са надмоћнијом варварском коњицом образује квадратне борбене поретке - фаланге, заштићене са свих страна препреком од пободених копаља. Ослањајући се на Аријана, написао је Тактику (грч. Ταχτιχόν) и дело о организацији војске (грч. Όνομασιαι), названо и Речником Фаланге.